# Liste des cantons de la Vendée

Le découpage administratif cantonal du département de la Vendée à la suite du décret du 17 février 2014.

La liste des cantons de la Vendée valides à compter des élections de 2015 est définie par le décret du 17 février 2014. Elle est détaillée dans le tableau suivant, classée par arrondissement. Le département français de la Vendée (région Pays de la Loire)  comprend désormais 17 cantons. Ce nouveau découpage entre en vigueur à compter du prochain renouvellement général des assemblées départementales suivant la publication du décret, soit en mars 2015.

## Histoire
Depuis la création du département en 1790, le découpage cantonal de la Vendée a subi plusieurs changements notables. Le nombre de cantons est passé successivement de 58 en 1790 à 29 en 1801, 30 en 1805, 31 en 1973 et 17 en 2015.
Dans la poursuite de la réforme territoriale engagée en 2010, l'Assemblée nationale adopte définitivement le 17 avril 2013 la réforme du mode de scrutin pour les élections départementales destinée à garantir la parité hommes/femmes. Les lois (loi organique 2013-402 et loi 2013-403) sont promulguées le 17 mai 2013. À partir de mars 2015, date du premier renouvellement général des assemblées départementales suivant la publication du décret, les conseillers départementaux sont élus au scrutin majoritaire binominal mixte. Les électeurs de chaque canton éliront au Conseil départemental, nouvelle appellation des Conseils généraux, deux membres de sexe différent, qui se présenteront en binôme de candidats. Les conseillers départementaux seront élus pour 6 ans au scrutin binominal majoritaire à deux tours, l'accès au second tour nécessitant 10 % des inscrits au 1er tour. En outre la totalité des conseillers départementaux est renouvelée.
Ce nouveau mode de scrutin nécessite un redécoupage des cantons dont le nombre est divisé par deux avec arrondi à l'unité impaire supérieure et avec des conditions de seuils minimaux. Dans la Vendée, le nombre de cantons doit ainsi passer de 31 à 17.
Les critères du remodelage cantonal sont les suivants :
- le territoire de chaque canton doit être défini sur des bases essentiellement démographiques ;
- le territoire de chaque canton doit être continu ;
- les communes de moins de 3 500 habitants sont entièrement comprises dans le même canton.

Il n’est fait référence, ni aux limites des arrondissements, ni à celles des circonscriptions législatives. Le critère démographique est le critère essentiel.

## Liste des cantons
À la suite du décret n° 2014-169 du 17 février 2014 portant délimitation des cantons dans le département de la Vendée, selon le classement du ministère de l’Intérieur, il existera dix-sept cantons à partir de mars 2015 :
1. canton d’Aizenay ;
2. canton de Challans ;
3. canton de Chantonnay ;
4. canton de La Châtaigneraie ;
5. canton de Fontenay-le-Comte ;
6. canton des Herbiers ;
7. canton de L’Île-d’Yeu ;
8. canton de Luçon ;
9. canton de Mareuil-sur-Lay-Dissais ;
10. canton de Montaigu-Vendée ;
11. canton de Mortagne-sur-Sèvre ;
12. canton de La Roche-sur-Yon-1 ;
13. canton de La Roche-sur-Yon-2 ;
14. canton des Sables-d’Olonne ;
15. canton de Saint-Hilaire-de-Riez ;
16. canton de Saint-Jean-de-Monts ;
17. canton de Talmont-Saint-Hilaire.

### Tableau détaillé
Le tableau ci-après présente la composition des nouveaux cantons issue du décret de 2014. Il est ordonné selon les arrondissements d'appartenance des bureaux centralisateurs pour une meilleure lisibilité, néanmoins ce mode d'affichage ne signifie pas que la totalité des communes des cantons affichés dans un arrondissement appartiennent à cet arrondissement. 
| Arrondissement      | N°ordre dans le décret | Nom du Canton           | Bureau centralisateur   | Population 2010 (hab) | Superficie 2010 (km2) | Densité 2010 (hab/km2) | Nombre de communes entières | Communes composant le canton |
| ------------------- | ---------------------- | ----------------------- | ----------------------- | --------------------- | --------------------- | ---------------------- | --------------------------- | --- |
| Fontenay-le-Comte   | 4                      | La Châtaigneraie        | La Châtaigneraie        | 30337                 | 666,25                | 45,53                  | 37                          | Antigny, Bazoges-en-Pareds, Bourneau, La Caillère-Saint-Hilaire, Cezais, La Chapelle-Thémer, La Châtaigneraie, Cheffois, L'Hermenault, La Jaudonnière, Loge-Fougereuse, Marillet, Marsais-Sainte-Radégonde, Menomblet, Mouilleron-Saint-Germain, Petosse, La Réorthe, Saint-Aubin-la-Plaine, Saint-Cyr-des-Gâts, Saint-Étienne-de-Brillouet, Saint-Hilaire-de-Voust, Saint-Jean-de-Beugné, Saint-Juire-Champgillon, Saint-Laurent-de-la-Salle, Saint-Martin-des-Fontaines, Saint-Martin-Lars-en-Sainte-Hermine, Saint-Maurice-des-Noues, Saint-Maurice-le-Girard, Saint-Pierre-du-Chemin, Saint-Sulpice-en-Pareds, Saint-Valérien, Sainte-Hermine, Sérigné, Terval, Thiré, Thouarsais-Bouildroux, Vouvant |
| Fontenay-le-Comte   | 5                      | Fontenay-le-Comte       | Fontenay-le-Comte       | 43570                 | 561,88                | 77,54                  | 28                          | Auchay-sur-Vendée, Benet, Bouillé-Courdault, Damvix, Doix-lès-Fontaines, Faymoreau, Fontenay-le-Comte, Foussais-Payré, Le Langon, Liez, Longèves, Maillé, Maillezais, Le Mazeau, Mervent, Montreuil, L'Orbrie, Pissotte,Puy-de-Serre, Rives-d'Autise, Saint-Hilaire-des-Loges, Saint-Martin-de-Fraigneau, Saint-Michel-le-Cloucq, Saint-Pierre-le-Vieux, Saint-Sigismond, Les Velluire-sur-Vendée, Vix, Xanton-Chassenon |
| Fontenay-le-Comte   | 8                      | Luçon                   | Luçon                   | 31467                 | 573,19                | 54,9                   | 21                          | Chaillé-les-Marais, Champagné-les-Marais, Chasnais, Grues, Le Gué-de-Velluire, L'Île-d'Elle, Lairoux, Luçon, Les Magnils-Reigniers, Moreilles, Mouzeuil-Saint-Martin, Nalliers, Pouillé, Puyravault, Saint-Denis-du-Payré, Saint-Michel-en-l'Herm, Sainte-Gemme-la-Plaine, Sainte-Radégonde-des-Noyers, La Taillée, Triaize, Vouillé-les-Marais |
| La Roche-sur-Yon    | 1                      | Aizenay                 | Aizenay                 | 41831                 | 469,81                | 89,04                  | 11                          | Aizenay, Beaufou, Bellevigny, La Genétouze, L'Herbergement, Les Lucs-sur-Boulogne, Montréverd, Le Poiré-sur-Vie, Rocheservière, Saint-Denis-la-Chevasse, Saint-Philbert-de-Bouaine |
| La Roche-sur-Yon    | 3                      | Chantonnay              | Chantonnay              | 40420                 | 581,83                | 69,47                  | 16                          | Le Boupère, Bournezeau, Chantonnay, Essarts-en-Bocage, La Ferrière, Fougeré, La Merlatière, Rochetrejoux, Saint-Germain-de-Prinçay, Saint-Hilaire-le-Vouhis, Saint-Martin-des-Noyers, Saint-Prouant, Saint-Vincent-Sterlanges, Sainte-Cécile, Sigournais, Thorigny |
| La Roche-sur-Yon    | 6                      | Les Herbiers            | Les Herbiers            | 42336                 | 472,01                | 89,69                  | 14                          | Chavagnes-les-Redoux, Les Epesses, Les Herbiers, La Meilleraie-Tillay, Monsireigne, Montournais, Mouchamps, Pouzauges, Réaumur, Saint-Mars-la-Réorthe, Saint-Mesmin, Saint-Paul-en-Pareds, Sèvremont, Tallud-Sainte-Gemme |
| La Roche-sur-Yon    | 9                      | Mareuil-sur-Lay-Dissais | Mareuil-sur-Lay-Dissais | 30759                 | 504,55                | 60,96                  | 26                          | L'Aiguillon-la-Presqu'île, Angles, Bessay, La Boissière-des-Landes, La Bretonnière-la-Claye, Le Champ-Saint-Père, Château-Guibert, Corpe, La Couture, Curzon, Le Givre, La Jonchère, Mareuil-sur-Lay-Dissais, Moutiers-les-Mauxfaits, Moutiers-sur-le-Lay, Péault, Les Pineaux, Rives-de-l'Yon, Rosnay, Saint-Avaugourd-des-Landes, Saint-Benoist-sur-Mer, Saint-Cyr-en-Talmondais, Saint-Vincent-sur-Graon, Sainte-Pexine, Le Tablier, La Tranche-sur-Mer |
| La Roche-sur-Yon    | 10                     | Montaigu-Vendée         | Montaigu-Vendée         | 42899                 | 406,55                | 105,52                 | 13                          | Bazoges-en-Paillers, La Boissière-de-Montaigu, Les Brouzils, Chauché, Chavagnes-en-Paillers, La Copechagnière, Mesnard-la-Barotière, Montaigu-Vendée, La Rabatelière, Saint-André-Goule-d'Oie, Saint-Fulgent, Treize-Septiers, Vendrennes |
| La Roche-sur-Yon    | 11                     | Mortagne-sur-Sèvre      | Mortagne-sur-Sèvre      | 37305                 | 321,16                | 116,16                 | 15                          | Beaurepaire, La Bernardière, La Bruffière, Chanverrie, Cugand, La Gaubretière, Les Landes-Genusson, Mallièvre, Mortagne-sur-Sèvre, Saint-Aubin-des-Ormeaux, Saint-Laurent-sur-Sèvre, Saint-Malô-du-Bois, Saint-Martin-des-Tilleuls, Tiffauges, Treize-Vents |
| La Roche-sur-Yon    | 12                     | La Roche-sur-Yon-1      | La Roche-sur-Yon        | 79643                 | 329,61                | 241,63                 | 7                           | 1° Les communes suivantes : Dompierre-sur-Yon, Landeronde, Mouilleron-le-Captif, Venansault ; 2° La partie de la commune de La Roche-sur-Yon située au nord d'une ligne définie par l'axe des voies et limites suivantes : à partir de la limite territoriale de la commune de La Ferrière, route départementale 160, rue François-René-de-Chateaubriand, rue Georges-Pompidou, rue du Président-de-Gaulle, place Napoléon, rue Georges-Clemenceau, place de la Vendée, rue Raymond-Poincaré, rue Roger-Salengro, rue des Sables, route des Sables-d'Olonne, route départementale 760, jusqu'à la limite territoriale de la commune des Clouzeaux.                                                        |
| La Roche-sur-Yon    | 13                     | La Roche-sur-Yon-2      | La Roche-sur-Yon        | 79643                 | 329,61                | 241,63                 | 7                           | 1° Les communes suivantes : Aubigny-les-Clouzeaux, La Chaize-le-Vicomte, Nesmy ; 2° La partie de la commune de La Roche-sur-Yon non incluse dans le canton de La Roche-sur-Yon-1 |
| Les Sables-d'Olonne | 2                      | Challans                | Challans                | 42051                 | 458,97                | 91,62                  | 15                          | Apremont, Bois-de-Céné, Challans, La Chapelle-Palluau, Châteauneuf, Falleron, Froidfond, La Garnache, Grand'Landes, Maché, Palluau, Saint-Christophe-du-Ligneron, Saint-Étienne-du-Bois, Saint-Paul-Mont-Penit, Sallertaine |
| Les Sables-d'Olonne | 7                      | L'Île d'Yeu             | L'Île-d'Yeu             | 4591                  | 23,32                 | 196,87                 | 1                           | L'Île-d'Yeu |
| Les Sables-d'Olonne | 14                     | Les Sables-d'Olonne     | Les Sables-d'Olonne     | 41574                 | 85,66                 | 485,34                 | 1                           | Les Sables-d'Olonne |
| Les Sables-d'Olonne | 15                     | Saint-Hilaire-de-Riez   | Saint-Hilaire-de-Riez   | 42929                 | 277,62                | 154,63                 | 13                          | L'Aiguillon-sur-Vie, Brem-sur-Mer, Bretignolles-sur-Mer, La Chaize-Giraud, Coëx, Commequiers, Le Fenouiller, Givrand, Landevieille, Saint-Gilles-Croix-de-Vie, Saint-Hilaire-de-Riez, Saint-Maixent-sur-Vie, Saint-Révérend |
| Les Sables-d'Olonne | 16                     | Saint-Jean-de-Monts     | Saint-Jean-de-Monts     | 39736                 | 392,7                 | 101,19                 | 14                          | Barbâtre, La Barre-de-Monts, Beauvoir-sur-Mer, Bouin, L'Épine, La Guérinière, Noirmoutier-en-l'Île, Notre-Dame-de-Monts, Notre-Dame-de-Riez, Le Perrier, Saint-Gervais, Saint-Jean-de-Monts, Saint-Urbain, Soullans |
| Les Sables-d'Olonne | 17                     | Talmont-Saint-Hilaire   | Talmont-Saint-Hilaire   | 43330                 | 594,48                | 72,89                  | 22                          | Les Achards, Avrillé, Beaulieu-sous-la-Roche, Le Bernard, La Chapelle-Hermier, Le Girouard, Grosbreuil, L'Île-d'Olonne, Jard-sur-Mer, Longeville-sur-Mer, Martinet, Nieul-le-Dolent, Poiroux, Saint-Georges-de-Pointindoux, Saint-Hilaire-la-Forêt, Saint-Julien-des-Landes, Saint-Mathurin, Saint-Vincent-sur-Jard, Sainte-Flaive-des-Loups, Sainte-Foy, Talmont-Saint-Hilaire, Vairé |
| Total département   |                        |                         |                         | 634778                | 6719,59               | 94,47                  | 282                         | |